# Amol Kale
Amol Kale (Nagpur, 1976 – Nueva York, 10 de junio de 2024) fue un administrador de críquet indio, presidente de la Mumbai Cricket Association, y presidente de la sección del BJP en Abhyankar Nagar, Nagpur. Amol Kale fue designado miembro del Tiruputi Balaji Devasthan Trust en Andhra Pradesh en tres ocasiones consecutivas.

## Educación y carrera temprana
Kale nació hijo de Kishor Kale. Su familia estaba asociada con Rashtriya Swayamsewak Sangh. Kale realizó sus estudios en Saraswati Vidyalaya en Shankar Nagar Nagpur. Curiosamente, Devendra Fadnavis también estudió en la misma escuela. Su abuelo, Malhar Kale, fue miembro del Consejo Legislativo (Teachers Constituency) y fundador de Nutan Bharat Vidyalay en Abhyankar Nagar, Nagpur. Estaba casado con Minal y tenía un hijo y una hija.

## Fallecimiento
Amol Kale falleció de un paro cardíaco en Nueva York, el 10 de junio de 2024, a la edad de 47 años, poco después de ver un partido de críquet entre el India y el Pakistán.